# Fiat 500 Topolino Giardiniera
La Fiat 500 Topolino Commerciale était un petit véhicule utilitaire fabriqué par la branche Fiat Veicoli Commerciali du groupe italien Fiat entre 1937 et 1955 dans l'usine Fiat du Lingotto à Turin.
Cette gamme de petits fourgons a connu une carrière exceptionnellement longue car il eut un incomparable succès auprès des artisans et petits commerçants au lendemain de la Seconde Guerre mondiale.

## Histoire
Lancé en décembre 1934, le projet ZeroA devient réalité grâce au génie de Dante Giacosa. Le 15 juin 1936, la FIAT 500-A est présentée au Salon de Turin et mise en vente au public dans les concessions Fiat en Italie, mais aussi en France, où elle sera construite chez Simca sous le nom de Simca 5, et en Allemagne chez Fiat-NSU. Une petite voiture modeste au prix de 8 900 lires, soit vingt fois le salaire mensuel d'un ouvrier.
En Allemagne, en 1936, Porsche avait aussi réalisé les premiers prototypes de la future Coccinelle, mais n'avait encore pas concrétisé son projet qui ne verra le jour qu'en 1938.
La Fiat 500 qui sera tout de suite surnommée "Topolino" obtiendra un beau succès commercial. Bien que sa fabrication fut très ralentie durant les années de guerre, elle reprit de plus belle dès la fin du conflit avec la série C jusqu'en 1955, en Italie comme en France, où elle s'appelait Simca 5 d'abord, puis Simca 6. Au total ce sont 519 847 exemplaires qui sortirent des chaînes Fiat rien qu'en Italie, dont la version fourgonnette, très appréciée des artisans.

## Caractéristiques générales
La petite Fiat 500 Topolino commerciale fut déclinée, comme la berline en 3 séries distinctes :
- Série A (1936–1948) : lancée en décembre 1936, sera commercialisée en version fourgonnette avec une capote fixe en cuir. La portière arrière était d'un seul vantail à ouverture latérale. La teinte de la carrosserie, au choix sur un nuancier Fiat, était bicolore avec les passages de roues et ... peints en noir. Deux rétroviseurs étaient fixés sur les portières à ouverture contre le vent, conformément au code de la route de l'époque.

La vitesse maximale autorisée était de 85 km/h avec une charge utile transportée de 300 kg. 
- Série B (1948–1949) : cette 2e série comprend deux versions : la fourgonnette et la Giardiniera. Comme la fourgonnette série A, la capote est fixe en cuir ou en tôle lisse, la porte arrière est à deux vantaux symétriques. L'habitacle est éclairé. La version Giardiniera est en fait une version familiale pouvant accueillir 4 adultes. De larges vitres coulissantes ont été découpées dans les parties latérales et les portières et les ailes arrière sont revêtues en masonite couleur noyer avec des montants en hêtre blanc. Le reste de la carrosserie reçoit une peinture métallisée. La vitesse maximale est de 95 km/h avec 4 personnes à bord.

- Série C (1949–1955) : c'est la dernière série qui verra la plus importante modification à la carrosserie. Comme la berline, la face avant très caractéristique qui avait donné le surnom de Topolino est complètement transformée pour laisser place à une calandre rectangulaire dans le plus strict style des grosses berlines.

La gamme comprend 3 modèles : la fourgonnette, avec sa capote en cuir ou en tôle, la Giardiniera, avec les mêmes finitions que la série B et la Belvedere, semblable à la Giardiniera qu'elle remplace en 1951, mais sans aucune partie rajoutée en bois. Seule la carrosserie conserve les moulures ce qui permet de justifier une peinture bicolore.

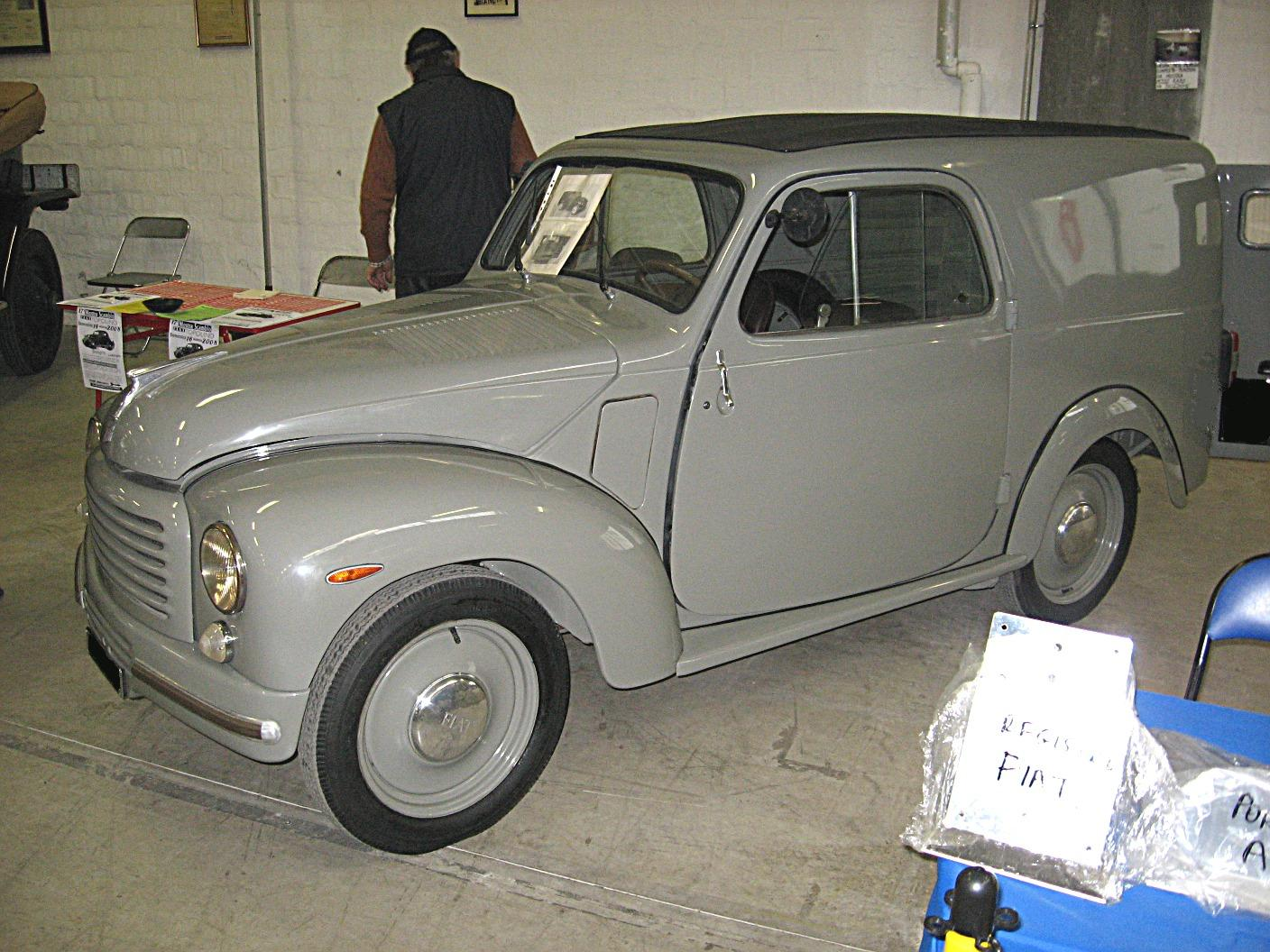
Fiat 500C Topolino Fourgonnette
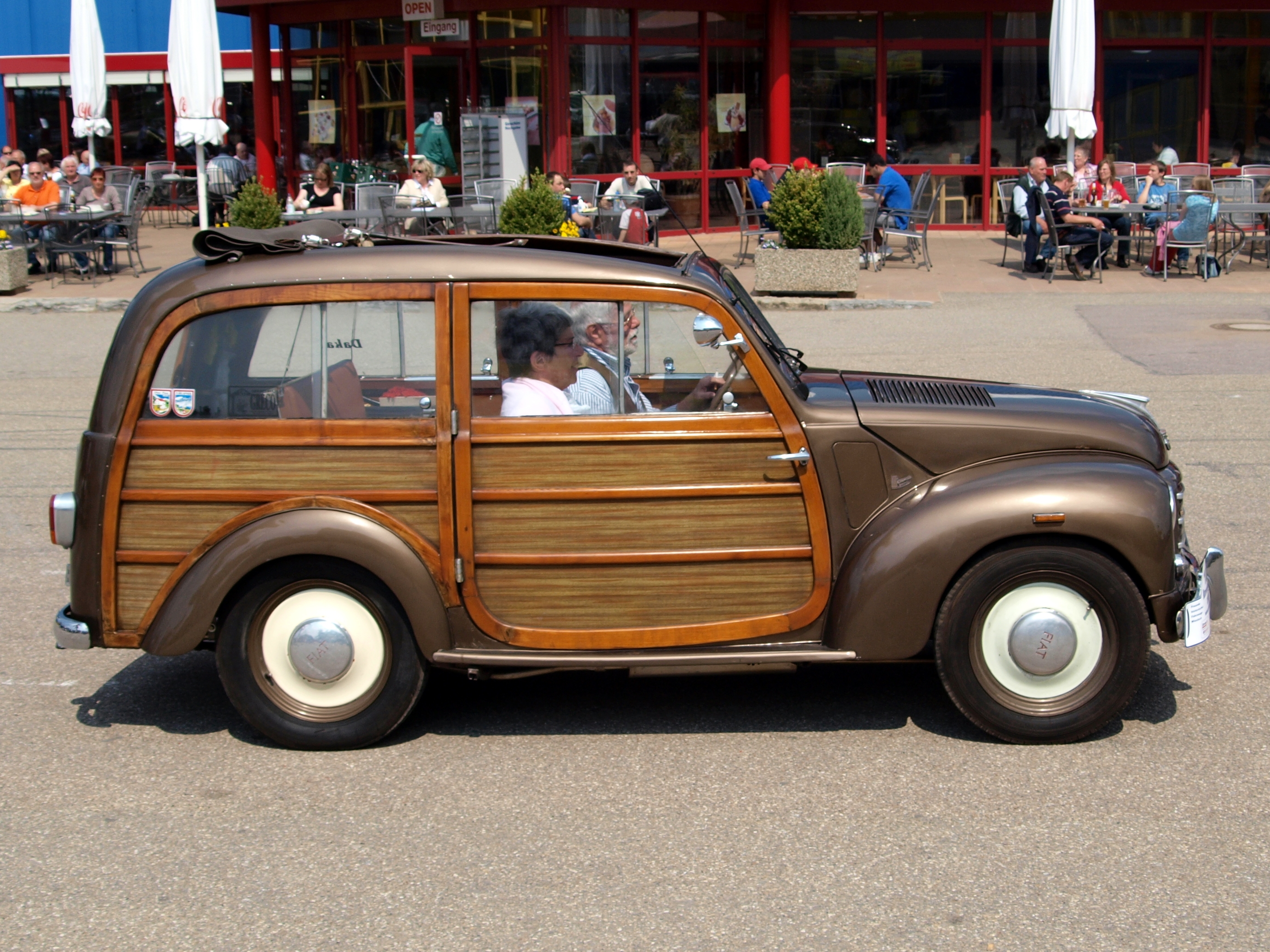
Fiat 500C Giardiniera
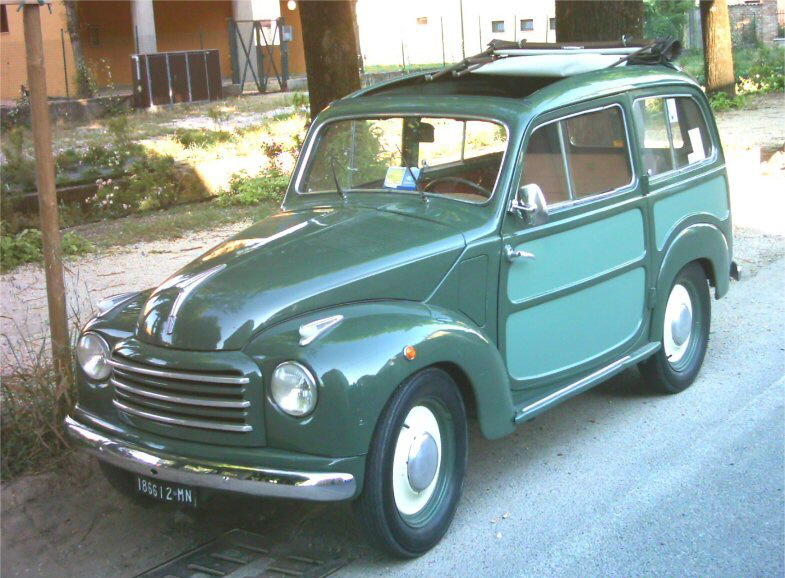
Fiat 500C Belvedere

## Les modèles fabriqués à l'étranger
Fiat a cédé les licences de production à ses filiales étrangères :
- Simca en France - Les séries A & B de la Topolino étaient renommées Simca 5, la 500 Topolino C, Simca 6.

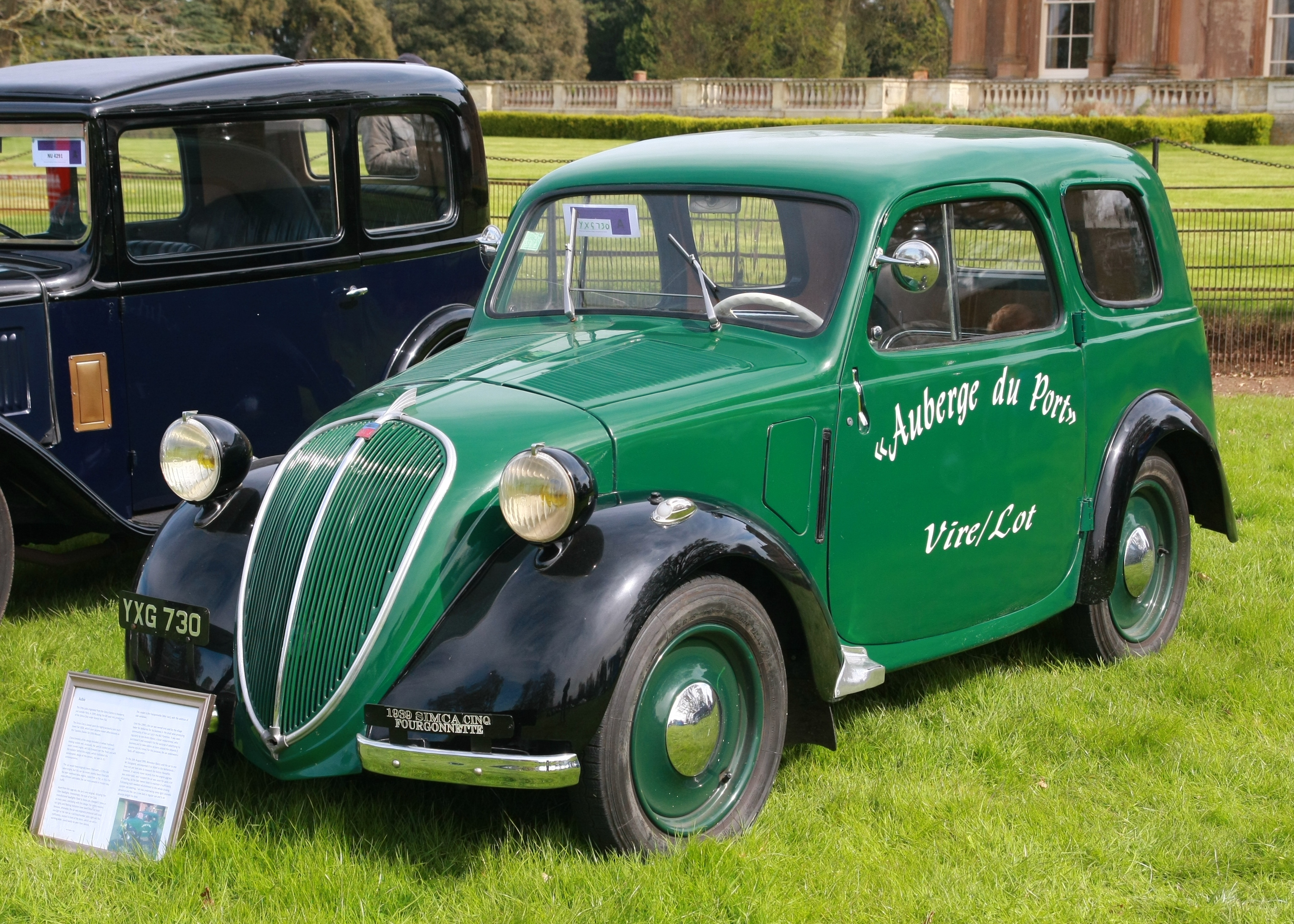
Simca 5 Fourgonnette (1939)
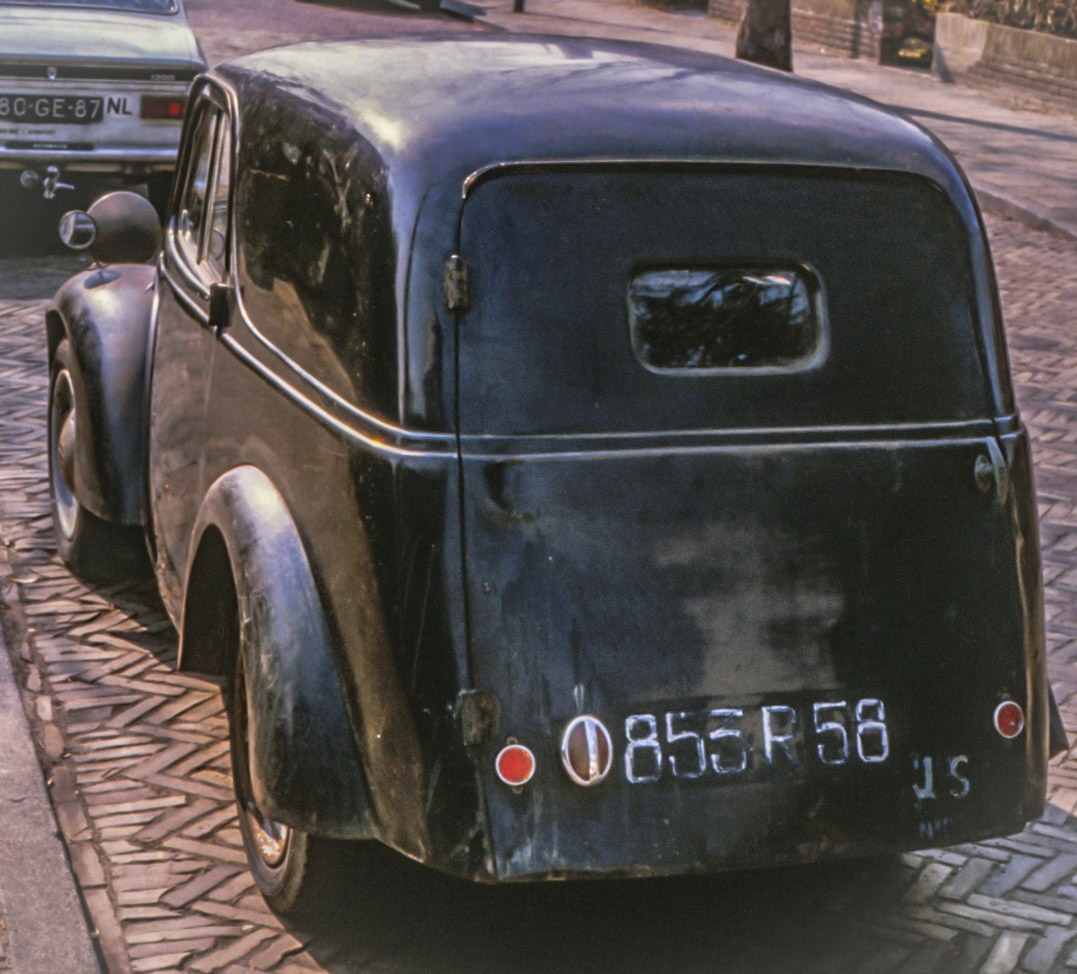
Simca 5 Fourgonnette arrière
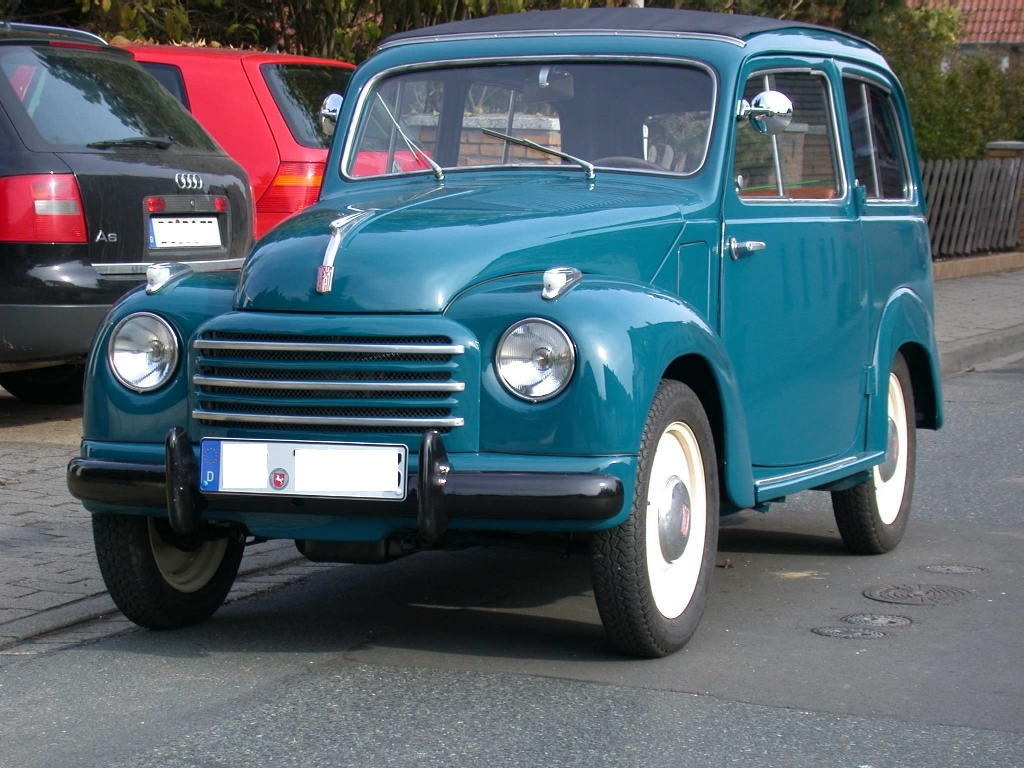
Fiat NSU 500C Belvedere (1953)

- PZinz en Pologne a assemblé une petite série de Fiat 500 Topolino en 1938 et commercialisées sous la marque Polski Fiat.
- Fiat-NSU en Allemagne a fabriqué sous licence 9.064 exemplaires de la Fiat 500 C Topolino.
- Fiat Steyr en Autriche a fabriqué la Fiat 500C Topolino Belvedere de 1952 à 1955.
- Fiat India en Inde a fabriqué un certain nombre d'exemplaires (inconnu) de Fiat 500 Topolino entre 1951 et 1955.